# Lądowisko Krępsko
Lądowisko Krępsko – lądowisko w Krępsku, w gminie Szydłowo, w województwie wielkopolskim, ok. 15 kilometrów na północ od Piły. Lądowisko należy do Lasów Państwowych.
Lądowisko figuruje w ewidencji lądowisk Urzędu Lotnictwa Cywilnego od 2012
Dysponuje jedną trawiastą drogą startową o długości 850 m.